# Dryopteris expansa
Dryopteris expansa es una especie de helecho nativo de las regiones templadas frías y subárticas del hemisferio norte, al sur a gran altura en las montañas de España y Grecia en el sur de Europa, a Japón en el este de Asia, y al centro de California en América del Norte . La especie fue descrita por primera vez en Alemania . Prefiere bosques mixtos o de hoja perenne frescos y húmedos y grietas rocosas en laderas alpinas, a menudo crece sobre troncos podridos y tocones de árboles y laderas rocosas. Es característicamente de naturaleza ribereña y está especialmente asociado con las orillas de los arroyos.

## Descripción
Tiene un tallo robusto, leñoso, rastrero o ascendente con frondas grandes de encaje verde típicamente de 10-60 cm y raramente de 90 cm de largo. Las frondas deltadas son bipinnadas en la base, pinnadas hacia el ápice. El rizoma es erecto o ascendente, a menudo produciendo vástagos. Los soros aparecen centralmente en la parte inferior de las pinnas. La propagación es por esporas y vegetativamente por división del rizoma.
Se confunde fácilmente con el Dryopteris dilatata relacionado, que difiere en las frondas generalmente más pequeñas y en que las escamas de color marrón pálido en el tallo de la fronda son de color más uniforme y rara vez tienen una franja central oscura. También difiere en citología por tener 2n = 82 cromosomas (164 en D. dilatata ). Las hojas de D. expansa son muy similares a las de D. arguta . 
El nombre de la especie de este helecho, expansa, proviene del latín expando, que significa "extenderse, separarse, expandirse". 